# Карл Френцель
Карл Вільґельм Теодор Френцель (нім. Karl Frenzel; 6 грудня 1827, Берлін — 10 червня 1914, там само) — німецький прозаїк, есеїст, критик, філософ. Доктор наук.

## Біографія
Син поміщика. У 1849—1853 роках вивчав філологію, філософію й історію в Берлінському університеті. Отримав докторський ступінь. Працював викладачем в школах Доротеенштадта.
Рівночасно друкувався в різних журналах; до 1850 року — під псевдонімом Карл Фрей в «Berliner Figaro» публікував вірші. З 1853 року його кумиром був Карл Гуцков, якого він поважав як універсального письменника і першокласного критика, став членом літературного руху «Молода Німеччина».
З 1861 року трудився в редакції берлінської «National Zeitung» як фейлетоніст і театральний критик.
К. Френцель був одним із засновників Берлінського товариства преси, чільним членом берлінського відділення Німецького фонду Шиллера і популярним оратором на різних культурних заходах.

## Творчість
За його дотепними і живими історичними нарисами: «Dichter und Frauen» (Ганновер, 1859—1866) і «Büsten und Bilder» (ib., 1864) вийшли: «Neue Studien» (Б., 1868), «Deutsche Kämpfe» (Ганновер, 1873) і «Renaissence und Rokoko» (Б., 1878). 1877 року вийшли в Ганновері окремим виданням його критичні статті про німецький театр під назвою: «Berliner Dramaturgie».
Популярність К. Френцеля ґрунтується, головним чином, на його романах. Спочатку з'явилися його сучасні романи «Melusine» (Бреслау, 1860), «Vanitas» (ib., 1861) і «Die drei Grazien», а за ними пішов цілий ряд історичних романів і новел з часів другої половини XVIII століття, так званої епохи освіти і французької освіченості. Сюди відносяться «Papst Ganganelli» (Берлін, 1864), «Watteau» (Ганновер, 1864), «Charlotte Corday» (ib., 1864), «Freier Boden» (ib., 1868), «La Pucelle» (ib., 1871), «Lucifer» (роман з часів Наполеона, Лейпциг, 1873).
З інших його белетристичних творів можна назвати: «Auf heimischer Erde» (Б., 1866), «Deutsche Fahrten» (ib., 1868), «Im goldenen Zeitalter», «Geheimnisse» і «Lebensrätsel»; романи: «Frau Venus», «Die Geschwister» і «Nach der ersten Liebe»; розповіді «Das Abenteuer», «Chambord», «Zwei Novdellen», «Der Hausfreund», «Neue Novellen», «Des Lebens Ueberdruss», «Dunst», «Schönheit», «Wahrheit», «Frauenrecht».
Повне зібрання його творів з'явилося в Лейпцигу 1890 року.

## Вибрані афоризми
- Життя не є ні мукою, ні прекрасною мрією, це не що інше, як робота, важка і часом дуже неприємна робота.
- Навчіться боротися, боротися часом вражаючи і світ і себе! В цьому і полягає свобода і доброчесність[2].